# Катеринівка (Молдова)
Катеринівка (рос. Катериновка; рум. Caterinovca) — село в Кам'янському районі в Молдові (Придністров'ї). Центр Катеринівської сільської ради.

## Географія
Село розташоване в південно-східній частині району, на шосейній дорозі Кам'янка — Рибниця, за 21 км від райцентру та за 28 км від залізничної станції Рибниця. На заході землі сільради обмежені балкою Глибокою, на півночі — Слобода-Рашківською сільською радою, на сході — територією Рибницького району. Катеринівка — перший населений пункт у районі при в'їзді зі сторони Рибницького району.
Село розташоване на відрогах Волинсько-Подільської височини на висоті 220–230 м над рівнем моря, тим самим повністю виключаючи можливі негативні наслідки від сезонних розливів Дністра. Село розташоване на рівнинній поверхні з лісостеповими ландшафтами, що припіднята над дністровською долиною. Кліматичні умови є сприятливими для інтенсивного аграрного виробництва, проте в околицях села немає ні струмків, ні водойм. Ґрунтовий покрив в основному представлений не дуже плодючими важкосуглинистими чорноземами.

## Населення
За даними перепису 2004 року в Катеринівці нараховувалося 1600 осіб, з яких 90,3% складали українці, 4,8% — молдовани, 3,7% — росіяни, а 1,3% — інші національності.

## Відомі уродженці
- Стадник Анатолій Петрович (1948) — український лісівник, еколог, доктор сільськогосподарських наук, завідувач кафедри лісівництва, ботаніки і фізіології рослин Білоцерківського національного аграрного університету, академік Лісівничої академії наук України (ЛАНУ)[4].